# Jack Fridthjof
Jack Fridthjof (født 1945) er en dansk musikproducer, studieejer, talentspejder og radio- og tv-producent, bl.a. kendt for sine pladeproduktioner i 60'erne i sit eget studie i Nykøbing Mors.
Jack Fridthjof havde opnået erfaring med pladeindspilninger under et ophold i Rom, hvor han bl.a. var i lære som studietekniker i det lokale RCA-studie. Han bragte erfaringerne med hjem til Danmark, hvor han etablerede sit eget pladestudie, først i Glyngøre, men fra 1966 i Nykøbing Mors. Knyttet til studiet var også Fridthjofs eget pladeselskab, Jacks Beat Records.
Jack Fridthjofs pladestudie var det første danske studie udenfor København, og konceptet var, at bands og solister fra især provinsen kunne indspille plader hos Fridthjof for relativt få penge, som så blev udgivet i ofte små oplag på Jacks Beat Records. Studiet var imidlertid ret primitivt, selv efter tidens standarder. Bl.a. rådede det i slutningen af 60'erne kun over en tosporsbåndoptager på et tidspunkt, hvor de mere professionelle lydstudier efterhånden havde fire, otte eller ti spor. Desuden var væggene beklædt med æggebakker som en form for lyddæmpning, hvilket førte til udtrykket "æggebakkestudie" som betegnelse for et primitivt indspilningsstudie.
Blandt de mange kunstnere, der indspillede hos Jack Fridthjof i løbet af 60'erne, kan nævnes The Vanguards, Bjørn og Okay, Henning Stærk, Some Kind, The Mat's, The Arons, The Gipsies og The Jesters. En af de sidste indspilninger var Gnags' engelsksprogede debutsingle "Eyes And Ears" / "I Can't Talk About It Now". Fridthjof indspillede desuden fire singler, hvor han selv sang. Studiearbejdet blev imidlertid indstillet, da han flyttede til Aarhus sidst i 60'erne.
Fra 80'erne arbejdede Jack Fridthjof hovedsageligt med radio og tv. Han fik bl.a. sendetilladelse til lokalradioen Århus Nærradio. Han har også været involveret i produktionen af musikvideoer, bl.a. med bandet Sticks'n Fire.